# Séisme de 1969 au Maroc
Le séisme de 1969 au Maroc s'est produit le 28 février 1969 à 2 h 40 UTC, et a duré environ une minute. Il était de magnitude 7,8 Mw sur l’échelle de Richter et d'intensité VII (« très forte ») sur l'échelle de Mercalli. Il a atteint le Maroc, le sud du Portugal et l'Andalousie occidentale. En anglais, il est nommé : 1969 Portugal earthquake  (« tremblement de terre de 1969 au Portugal »), en espagnol : Terremoto de Cabo de San Vicente de 1969  (« tremblement de terre du cap Saint-Vincent en 1969 »), en portugais : Sismo de Portugal de 1969  (« séisme du Portugal de 1969 »). C'est le plus fort tremblement de terre à avoir frappé cette région depuis le puissant et terrible séisme du 1er novembre 1755 à Lisbonne.

## Analyse des causes
Il a été provoqué par un déplacement de plaques tectoniques. Son épicentre était situé à 200 km au sud-ouest du cap Saint-Vincent du Portugal dans une zone diffuse de sismicité connue sous le nom de ceinture sismique ou faille transformante Açores-Gibraltar, qui marque la limite entre la plaque africaine et la plaque eurasiatique dans l’Océan Atlantique.
La déformation à cette limite de plaque est de style transpressionnel, avec glissement dextre (latéral droit) accompagné d’une lente convergence (4 mm/an). Les caractéristiques bathymétriques linéaires à l’intérieur de cette zone, comme le banc de Gorringe (un mont sous-marin), de tendance sud-ouest/nord-est, seraient le résultat d’une faille inverse.
Des études, utilisant la bathymétrie d’ondulation multifaisceaux (en) (type de sonar), ont révélé d’autres failles inverses de tendance sud-ouest/nord-est et des axes de pliage ainsi qu’un ensemble de lignées de tendance ouest-nord-ouest/est-sud-est, interprétées comme des failles de décrochage. Le tremblement de terre a été localisé dans la plaine abyssale du Fer-à-cheval (Horseshoe  Abyssal Plain), où une faille inverse active a été observée sur les données de réflexion sismique.
Ce tremblement de terre est donc interprété comme étant le résultat d’un mouvement sur une faille inverse à pendage d’orientation sud-est.

## Conséquences
Avec une magnitude de 7,8 ce tremblement de terre est considéré comme très puissant. Il a connu au moins une réplique importante de magnitude 6,3 Mw, le même 28 février à 04:25:35 UTC. Il a été ressenti jusqu'à une distance de plus de 1 300 km depuis l'épicentre, par exemple à Bordeaux (en France), ou aux îles Canaries.
Selon les sources, il semble qu'il ait provoqué directement ou indirectement 11 décès au Maroc, 7 en Espagne (par infarctus), et 2 décès directs au Portugal, auxquels s'ajouteraient 11 décès indirects : donc 31 morts au total ; ainsi que 80 blessés légers.
Malgré la forte intensité du séisme, les dommages aux bâtiments locaux ont été « modérés », selon l'Institut d'études géologiques des États-Unis. Dans l'ensemble, les structures étaient préparées au tremblement de terre et ont bien réagi, ne subissant que de faibles dommages, voire aucun. Néanmoins on a tout de même déploré, ne serait-ce que pour l'Espagne, 18 maisons devenues inhabitables à Huelva et 4 maisons effondrées à Isla Cristina.

Beaucoup de Marocains ont encore en mémoire ce séisme fortement ressenti, et qui a donné naissance à un tsunami de faible amplitude mais notable : 
- 1,14 m au Portugal, en trois vagues 
- 1,20 m à Casablanca (Maroc) 
- 0,2 m à Séville (Espagne). 
Mais il a été largement moins destructeur que le tsunami du 1er novembre 1755 qui avait détruit plusieurs villes marocaines de Tanger à Agadir en plus de la ville de Lisbonne (qui lui a donné son nom). Toujours est-il que le séisme destructeur d'Agadir en 1960 étant encore dans toutes les têtes, ce tremblement de terre de 1969 a provoqué des scènes de panique comme une réplique à neuf ans d'écart. Comme le dit Jean-François Abderrahman Clément dans son « étude sociologique d'un tremblement de terre au Maroc » (in Cahiers internationaux de sociologie, 1971, aux Presses universitaires de France) : 

« Il ne peut y avoir la moindre comparaison avec l’apocalyptique catastrophe d’Agadir ; mais un point est commun qu’il faut situer : c’est la panique qui s’empara de la population, d’emblée, et qui nous rappelle la fuite éperdue dans la campagne des rescapés d’Agadir »,.

Ainsi, les pays du pourtour de l’Atlantique et plus particulièrement ceux proches de la ligne qui va des Açores au détroit de Gibraltar et même jusqu’en Turquie en passant par l’Italie et la Grèce doivent disposer d’un réseau de surveillance et d’alerte des tsunamis. Le Maroc est le plus concerné de par l’expansion démographique galopante des villes côtières et la concentration de ses principales activités industrielles et économiques le long de la côte atlantique.